# Harfa (Syria)
Harfa (arab. حرفا) – miejscowość w Syrii w muhafazie Damaszek w dystrykcie Katana. Według spisu ludności z 2004 roku liczy 2362 mieszkańców.
25 maja 2015 roku Syryjski Czerwony Półksiężyc rozdał ucierpiałym na skutek wojny domowej mieszkańcom 250 paczek z jedzeniem, kolejna pomoc przyszła w czerwcu ze strony gubernatora muhafazy, za którego inicjatywą dostarczono 1500 paczek z produktami spożywczymi oraz który zażądał, by liczba personelu medycznego w miejscowości została zwiększona.